# Dust in the Wind
Dust in the wind (戀戀風塵S, Liàn liàn fēng chénP) è un film del 1986 diretto da Hou Hsiao-hsien.
Film taiwanese sceneggiato da Chu Tien-wen e Wu Nien-jen, ispirato dall'esperienza personale di quest'ultimo.
È considerato l'ultimo capitolo di una trilogia del regista Hsiao-hsien, che comprende In vacanza dal nonno (1984) e A Time to Live, a Time to Die (1985).
Ritratto di personaggi ingenui e complessi, troppo giovani ma gia adulti, interpretati da attori non professionisti.

## Trama
Amici d'infanzia e fidanzati, i giovani Ah-Wan e Ah-Huen lasciano la campagna per cercare lavoro a Taipei. Ma dopo un po' la grande città li separa, e quando Wan parte per il servizio militare, Huen sposa un altro.
Storia semplice sul passaggio dall'adolescenza alla maturità, ma costruita con attenzione attorno ad alcuni temi: il cibo, il consumo di immagini (frequenti le scene nei cinema di Taipei e in quelle all'aperto del paese), la separazione (Wan che prima dona ad alcuni profughi cinesi l'accendino regalatogli da suo padre, e poi perde la fidanzata).